# Parafia św. Andrzeja Apostoła w Wąsoszu Górnym
Parafia św. Andrzeja Apostoła w Wąsoszu Górnym – parafia rzymskokatolicka, znajdująca się w archidiecezji częstochowskiej, w dekanacie Pajęczno.